# Manolo Poulot Ramos
Manolo Poulot Ramos (Guantánamo, 28 de junio de 1974) es un deportista cubano que compitió en judo.
Participó en dos Juegos Olímpicos de Verano en los años 1996 y 2000, obteniendo una medalla de bronce en la edición de Sídney 2000 en la categoría de –60 kg. En los Juegos Panamericanos consiguió dos medallas, en los años 1995 y 1999.
Ganó una medalla en el Campeonato Mundial de Judo de 1999 y cuatro medallas en el Campeonato Panamericano de Judo entre los años 1994 y 1998.

## Palmarés internacional
| Juegos Olímpicos        | Juegos Olímpicos                | Juegos Olímpicos  | Juegos Olímpicos |
| Año                     | Lugar                           | Medalla           | Categoría        |
| ----------------------- | ------------------------------- | ----------------- | ---------------- |
| 2000                    | Sídney (Australia)              | Medalla de bronce | –60 kg           |
| Campeonato Mundial      |                                 |                   |                  |
| Año                     | Lugar                           | Medalla           | Categoría        |
| 1999                    | Birmingham (Reino Unido)        | Medalla de oro    | –60 kg           |
| Juegos Panamericanos    |                                 |                   |                  |
| Año                     | Lugar                           | Medalla           | Categoría        |
| 1995                    | Mar del Plata (Argentina)       | Medalla de plata  | –60 kg           |
| 1999                    | Winnipeg (Canadá)               | Medalla de oro    | –60 kg           |
| Campeonato Panamericano |                                 |                   |                  |
| Año                     | Lugar                           | Medalla           | Categoría        |
| 1994                    | Santiago de Chile (Chile)       | Medalla de oro    | –60 kg           |
| 1996                    | San Juan (Puerto Rico)          | Medalla de oro    | –60 kg           |
| 1997                    | Guadalajara (México)            | Medalla de oro    | –60 kg           |
| 1998                    | Santo Domingo (Rep. Dominicana) | Medalla de oro    | –66 kg           |